# Petre Mito Andreevski
Petre Mito Andrejevski, makedonsky Петре Мито Андреевски (25. červen 1934, Demir Hisar – 25. září 2006, Skopje) byl severomakedonský spisovatel, novinář a básník. Byl redaktorem Makedonské národní televize, též editorem časopisu Razgledi. Vydal básnické sbírky Jazli (Uzly), I na nebo i na zemja, Denicija (Jitřenka), Pofalbi i poplaki (Pochvaly a stížnosti). Psal též povídky z vesnického prostředí (Sedmiot den) i divadelní hry (Vreme za peeńe).